# Trachypithecus johnii
Trachypithecus johnii (Лутунг нілгірський) — вид приматів з роду Trachypithecus родини мавпові.

## Опис
Довжина голови й тіла: 49-71 см. Довжина хвоста: 69-97 см. Вага 9,8-13,6 кг. Самці більші й важчі від самиць у 1,2—1,0 рази. Вага при народженні: 0,5 кг. Має глянсове, темно-коричневе хутро і довге, товсте від золотистого до коричневого кольору хутро на голові. Крижі і початок хвоста виділені білим кольором, і самиці мають білі області на внутрішній поверхні стегон. При народженні, молодь має блідо-рожеву шкіру і темно-червоне хутро, забарвлення дорослих досягається за три місяці. 

## Поширення
Країни проживання: Індія (Карнатака, Керала, Таміл Наду). Цей вид зустрічається в вічнозелених, напіввічнозелених, вологих листяних лісах, гірських вічнозелених лісах і заплавних лісах на більш низьких висотах в деяких місцях. Висота проживання: від 300 до 2000 м.

## Стиль життя
Листоїдний, але також їсть плоди, квіти, бутони, насіння, кору, стебла, комах. Крім того, сільськогосподарські культури: посівну капусту, картоплю і цвітну капусту. Це деревний, денний, і зазвичай живе в гаремних групах, як правило, з дев'яти або десяти тварин у групі. Є також  холостяцькі групи. Відомі хижаки: Cuon alpinus, Homo sapiens.
Молодь народжуються в основному у травні та листопаді, після мусонів, які приносять свіже листя. У неволі період вагітності між 140 і 220 днів.

## Загрози та охорона
На цей вид полюють за його шкіру, яку використовується для виготовлення барабанів, а також за інші частини тіла, які використовуються для м'яса, а також у традиційній "медицині". Загрози також включають втрати місць проживання у зв'язку з розширенням плантацій, гірничодобувною промисловістю, фрагментацією, розширенням людських поселень. Занесений в Додаток II СІТЕС. Зустрічається в численних охоронних територіях.